# La fine è nota (film)
La fine è nota è un film del 1993 diretto da Cristina Comencini, che ha ripreso il soggetto dell'omonimo romanzo di Geoffrey Holiday Hall, spostando l'azione nell'Italia degli ultimi decenni del XX secolo.

## Trama
Il noto avvocato Bernardo Manni, tornando dal lavoro, assiste al suicidio di uno sconosciuto che perisce gettandosi da una finestra del suo elegante appartamento romano. In casa, sua moglie Maria è sconvolta: gli riferisce che l'uomo era venuto a cercarlo per farsi difendere in un imminente processo che lo vedeva imputato per terrorismo. Dell'uomo si conoscono i precedenti ma l'avvocato, deciso a scoprire la verità, prende a investigare per proprio conto. Da questo momento si sposterà a Torino, città ove l'uomo aveva risieduto, fino a zone sperdute della Sardegna, regione d'origine del suicida.
Passato e presente si intrecciano via via più strettamente, fino alle battute di un sorprendente finale.